# Olopte
Olopte és una entitat de població del municipi cerdà d'Isòvol, situat a 1160 metres d'altitud. El 2009 tenia 59 habitants.

## Llocs d'interès
- Església romànica de Sant Pere d'Olopte